# Юнусходжа
Юнусходжа́, Юну́с-ходжа́ (полное имя Хаджи Мухамад Юнус, упоминается также как Хаджи Мухаммад Юнус) — потомок шайха Хаванд-и Тахура, хаким даха Шейхантаур, сумевший объединить под своим началом власть в городе и основавший Ташкентское государство.

## Историческая справка
Юнус Ходжа правил Ташкентом около 20 лет c 1784 года.
При Юнусходже были проведены работы по восстановлению городских оборонительных сооружений. Работы проводились силами горожан. Каждой из 150 махаллей города был указан участок стены, который должен был быть восстановлен силами её жителей. Работы проводились под наблюдением людей, опытных в военно-строительном деле. После проведения этих работ, городская стена Ташкента стала высотой до 26 футов и имела 6 футов толщины у подошвы и 3 фута по верхнему краю, что позволило ставить большее число пушек на крепостной стене.
Юнусходжа чеканил от своего имени монеты, а также посылал дипломатические миссии в Россию и всячески способствовал сближению торговли Ташкента и России.
Юнусходжа сформировал новую модель управления городом. Так же при нём была проведена реформа городской армии. Она состояла из наёмников, вооружение которых Юнус Ходжа старался постоянно улучшать. Так например, к 1800 году его вооруженные отряды имели крупнокалиберные пушки из меди ташкентского производства. Порох, свинец так же были местного производства. И хотя ему удалось успешно отразить в 1794 году нападение на Ташкент войск кокандского ханов, он потерпел поражение в 1801 году, когда предпринял поход против Кокандского ханства. В этом походе он заболел туберкулезом. После этого популярность его среди горожан стала падать. Через год он скончался. Юнус Ходжа был похоронен в Ташкенте на кладбище рядом с мавзолейным комплексом Шейхантаур.
После него правил его сын Мухаммеджан ходжи, затем сын Султан ходжи, который был свергнут в 1807 году захватившим Ташкент правителем Кокандского ханства Алим-ханом.
По сведениям муллы Ташкентского уезда Акржарской волости Кубея Токфулатова захватив власть в свои руки, Юнус-ходжа долго еще был хакимом Ташкента, после него занимал этот пост сын его Султан-ходжа, затем Уткур-кушбеки и наконец, Раджаб-гальча.

### Подчинение Старшего жуза Юнус-ходжой
Кокандский историк Мухаммад-Хаким, отмечает, что в конце XVIII века Ташкентом правил некий Бахадыр-Ферман из рода Чингиза. Кокандскими источниками подтверждается имеющиеся уже в литературе сообщение о том, что Ташкентом во второй половине XVIII века управляли казахские ханы. Когда Ферман-бахадыр умер, власть в Ташкенте перешла, по словам Мухаммад-Хакима, в руки местных ходжей, вступивших в борьбу за власть между собой, вследствие чего в городе возникли серьёзные волнения. После долгой борьбы власть перешла Йунус-ходже.
Овладев Ташкентом, Йунус-ходжа, по словам кокандского историка, подчинил себе также казахские степи. Из сообщения Поспелова видно, что завоевание казахских степей было завершено в 1798 году. Из этих же данных устанавливается, что власть правителя Ташкента ограничивалась территорией Старшего жуза до района Чимкента на северо-востоке и Туркестана на севере исключительно.
Источники, говоря о том, что подчинение казахов было совершено «без кровопролития», в то же время сообщают о необычайно жестоких средствах, употреблявшихся Йунус-ходжой  в войне с казахами. Для обеспечения верности и выполнение вассальных обязанностей племен из каждого племени в Ташкент забирали в аманаты (из среды племенной знати), которых в случае нарушения их племенем вассальных обязанностей подвергали репрессиям, вплоть до смертной казни. После завоевания Старшего жуза Йунус-ходжой, он уничтожил ханское звание и управлял Старшим жузом через своих людей, выдвигавшихся из знати отдельных племён.

## Характеристика
В некоторых исторических источниках даётся отрицательная характеристика периоду правления Юнусходжи. Например в кратком историческом очерке по истории Ташкента, напечатанном в «Путеводителе по городу» 1937 года издания.

В конце XVIII века Ташкент освободился от завоевателей и провозгласил самостоятельное ханство. Город в ту пору состоял из четырёх частей: Себзарской, Шейхантаурской, Кукчинской и Бешагачской. В каждой части сидели отдельные правители, поставленные казахским ханом. Это время известно в истории, как эпоха «Чор хаким» — «четырех правителей». На стыке четырёх частей помещался базар.

Между правителями происходили постоянные междоусобицы. Бои разгорались у базара, на Джангохе, который находился на месте нынешнего парка им. Икрамова. («Джианго» в переводе означает «место битвы»).

Правителем Шейхантаурской части был некий Юнус-Ходжа. Он отыскал хорошего мастера — кузнеца и изготовил при его помощи пушку «зан-бурак». В один из базарных дней, во время обычных боев на Джангохе, Юнус-Ходжа выстрелил из пушки. Перепуганный летописец говорит, что «после каждого выстрела взлетали на воздух оторванные части человеческого тела. Народ в смятении, и ужасе убегал в разные стороны и приходил в изумление от никогда невиданного орудия. Некоторые умирали от страха на месте».
Паника была так велика, что три остальных правителя поспешно удрали из Ташкента. Тогда Юнус-Ходжа разослал по всему городу глашатаев, которые после барабанного боя кричали: «Чьи времена? Чьи времена? Так знайте, что настали времена Юнус-Ходжи!».

Юнус стал править городом самостоятельно. Жестокий к населению, трусливый перед врагом и развратный в жизни — таков портрет этого хана, сохранившийся в народных песнях.

Но просуществовал ташкентский хан всего около 20 лет. В 1810 году он был разбит на голову кокандским правителем — Алим-ханом.
— Ташкент в прошлом и настоящем (Краткий исторический очерк) // Путеводитель по городу, Ташкент, 1937, с. 8 - 9
Из рукописи муллы Ташкентского уезда Акржарской волости Муллы Кубея Токфулатова:

Не отличаясь большими способностями, Юнус-ходжа получил у народа на смешливое прозвище Банги, т. е. курильщик опиума. Когда при Гурумсарае, на северном берегу Дарьи, Юнус-ходжа потерпел поражение от Алим-хана и ташкентцы были разбиты наголову, последние сложили про трусливого Юнус-ходжу насмешливое двустишье на персидском языке (таарих): «Если догадливые люди хотят знать время события (таарих): пусть скажут: «банги без оглядки бежал».— ПРЕДАНИЕ О ВОЗНИКНОВЕНИИ АЗИАТСКОГО города ТАШКЕНТА. Кубей Токфулатов